# Centropus bernsteini
Il cucal nero minore o cuculo fagiano di Bernstein (Centropus bernsteini Schlegel, 1866) è un uccello della famiglia Cuculidae.

## Distribuzione e habitat
Questo uccello vive in Indonesia e Papua Nuova Guinea.

## Tassonomia
Centropus bernsteini non ha sottospecie, è monotipico.